# Катлинит (национальный монумент)
«Катлинит» (англ. Pipestone National Monument) — национальный памятник юго-западе штата Миннесота, к северу от города Пайпстон, США.
Минерал катлинит, разновидность аргиллита, известен также под названием «трубочный камень» (англ. pipestone), поскольку он с давних времён использовался индейцами для изготовления трубок мира, игравших большую роль в культуре индейцев Великих равнин. Каменоломни являются священными для индейцев сиу, а территория, где они находятся, являлась нейтральной для всех племён, которые имели право добывать здесь камень для церемониальных трубок.
Племена сиу, по-видимому, стали владеть каменоломней около 1700 года, однако миннесотский трубочный камень обнаружен во многих погребальных курганах Северной Америки значительно более раннего периода; этот факт, а также наличие древних индейских дорог, ведущих в область добычи катлинита, говорят о том, что каменоломня использовалась на протяжении многих столетий.
По мере продвижения белых поселенцев на запад США в XIX веке курительные трубки распространялись и среди белого населения через торговлю. Для защиты священной каменоломни янктон-сиу был гарантирован свободный и беспрепятственный доступ к каменоломне на основании Договора между правительством и янктонами от 19 апреля 1858 года.
Федеральное правительство приобрело землю в 1893 году. В 1928 году янктоны, которые к тому времени уже были переселены в резервацию в 250 км от каменоломни, продали свою претензию на участок федеральному правительству. Национальный монумент США был основан по закону, принятому Конгрессом 25 августа 1937 года, при этом текстом закона было восстановлено право сиу на добычу трубочного камня, которое сохраняется и по настоящее время. Изменение границ оформлено 18 июня 1956 года. Как историческое место, каменоломня внесена в Национальный реестр исторических памятников под названием «Cannomok’e—Pipestone National Monument», а участок данного монумента, где находится место добычи красного катлинита, является Историческим памятником штата Миннесота.
Летом в районе каменоломни проводятся культурные мероприятия. Индейский культурный центр организует представления изготовления трубок из камня, добытого в каменоломне.
В центре посетителей имеется экспозиция по истории местной природы и культуры, включая образцы местных петроглифов, а также видеопрезентация об истории каменоломни.

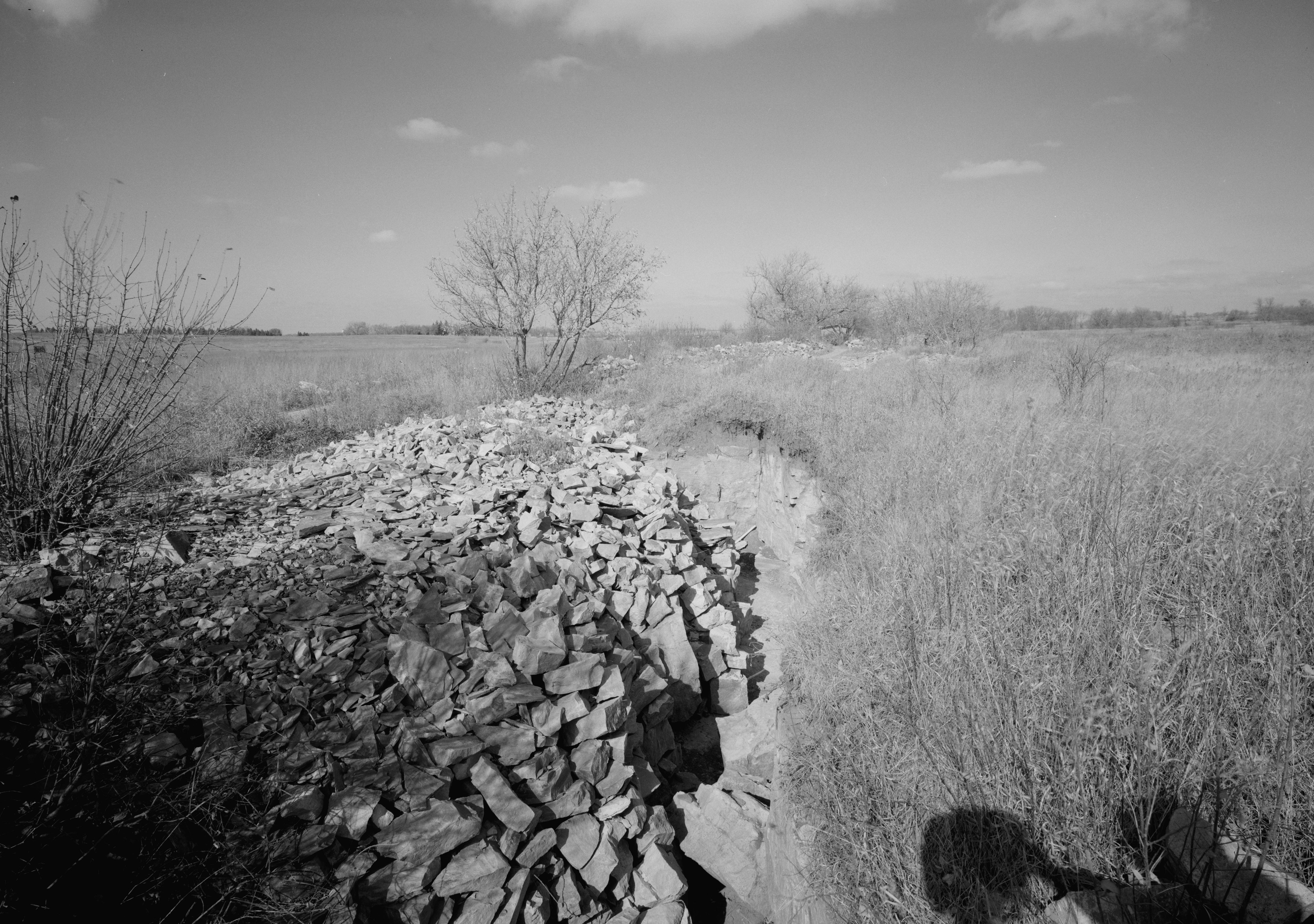
Историческая каменоломня
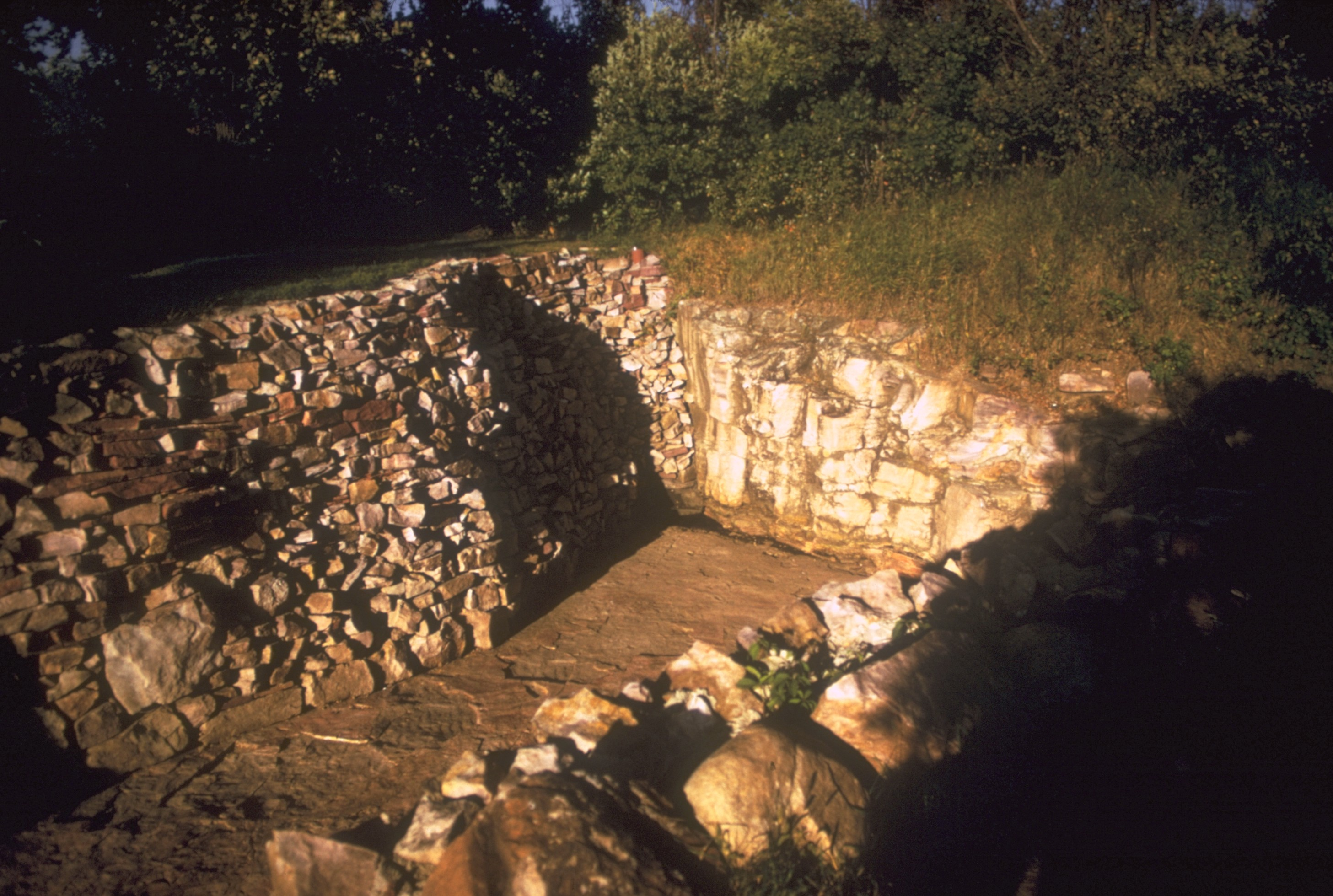
Каменоломня в Пайпстоне. Современная фотография
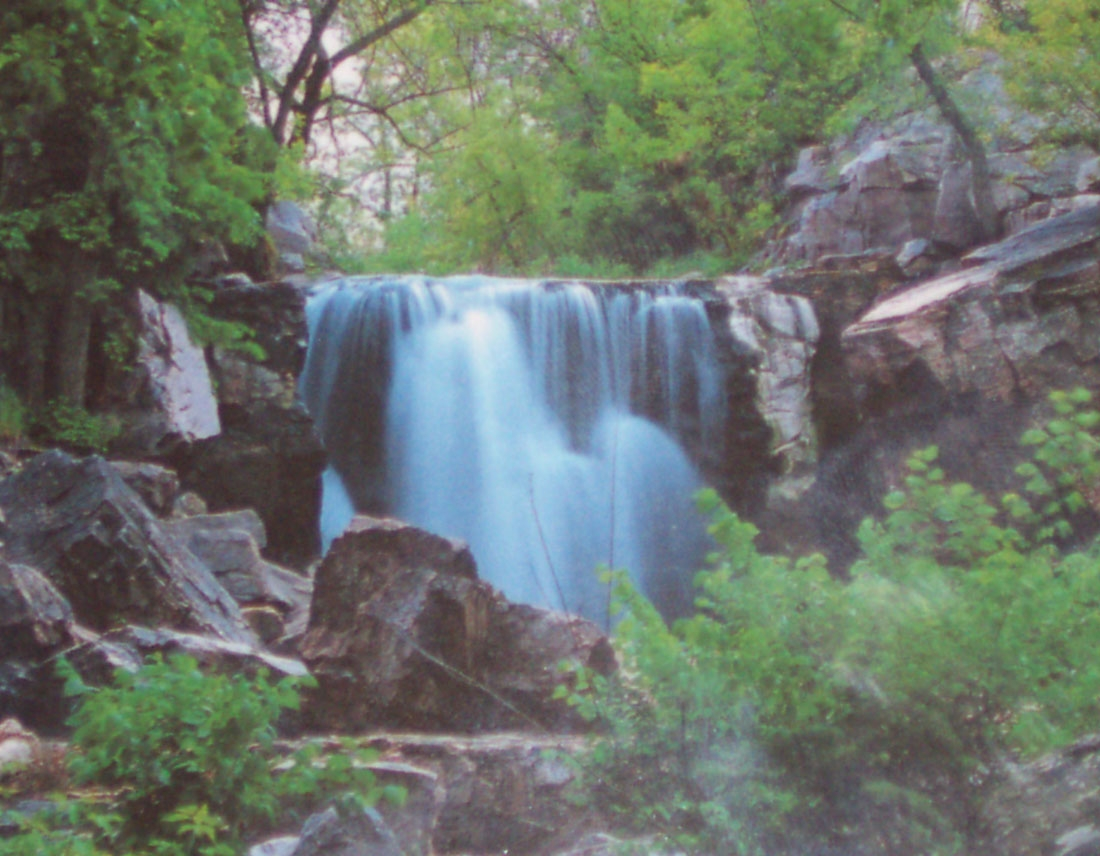
Водопад Винневисса
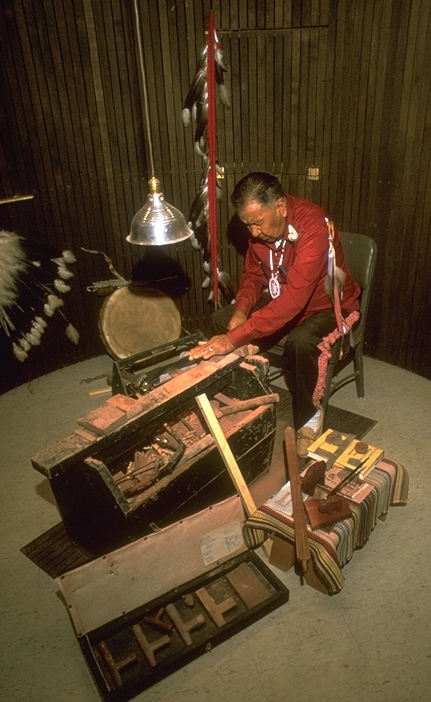
Искусство изготовления трубки мира. Представление для посетителей Пайпстонского мемориала